# Piptocarpha verticillata
Piptocarpha verticillata là một loài thực vật có hoa trong họ Cúc. Loài này được (Vell.) H.Rob. miêu tả khoa học đầu tiên năm 1999.